# Cortaillod
Cortaillod är en ort och kommun i kantonen Neuchâtel, Schweiz. Kommunen har 4 798 invånare (2023).
Cortaillod ligger vid Neuchâtelsjön ungefär 8 km sydväst om kantonen Neuchâtels huvudort Neuchâtel.